# Chibi-Robo!: Park Patrol
Chibi-Robo!: Park Patrol (咲かせて！ちびロボ！?, Sakasete! Chibi-Robo!) è un videogioco sviluppato da Skip e pubblicato nel 2007 da Nintendo per Nintendo DS. È il seguito di Chibi-Robo!, uscito nel 2005 per GameCube.
Negli Stati Uniti d'America il gioco è stato inizialmente venduto esclusivamente nei negozi della catena Walmart. Al titolo era inoltre associata una campagna pubblicitaria in cui era possibile ricevere semi.